# Białystok
Białystok (kiejtéseⓘ, IPA: [bʲaˈwɨstɔk], belaruszul: Беласток / Bielastok, litvánul Balstogė, jiddisül  ביאַליסטאָק Byalistok, eszperantóul: Bjalistoko), Lengyelország egyik legnagyobb városa (népesség 297 554 2019-ben), az ország északkeleti részében található, közel a belarusz határhoz, az egykori Białystok, a mai Podlasiei vajdaság központja.

## Története
A legendák szerint Białystok a nevét Gediminas litván herceg után kapta 1320 körül. Történelmi forrásokban először 1437-ben említik, amikor a Białka folyó körüli földeket
Jagiello Kázmér király Raczko Tabutowicznak adományozta, majd 1547-ben a Wiesiołowski család birtokába került. Ők téglavárat és templomot építettek ide. 1645-ben Krzysztof Wiesiołowski, a család utolsó tagjának halála után Białystok a királyság tulajdona lett. 1661-ben Stefan Czarnieckinek adták a svédek elleni harcban tanúsított szolgálatai jutalmául. Négy évvel később Alexandra lányának hozományaként a Branicki család tulajdonába került.

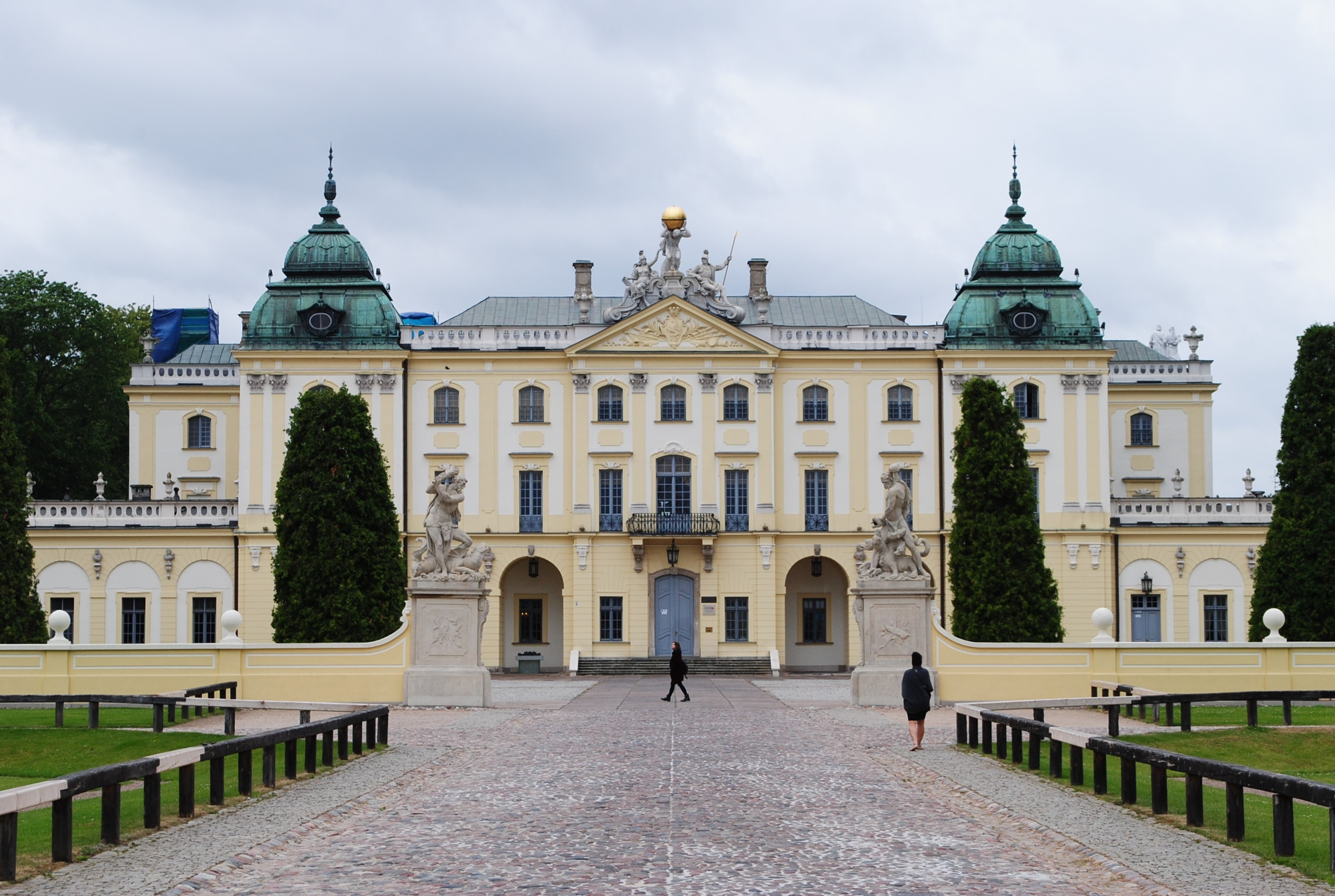
Białystoki Orvosi Egyetem

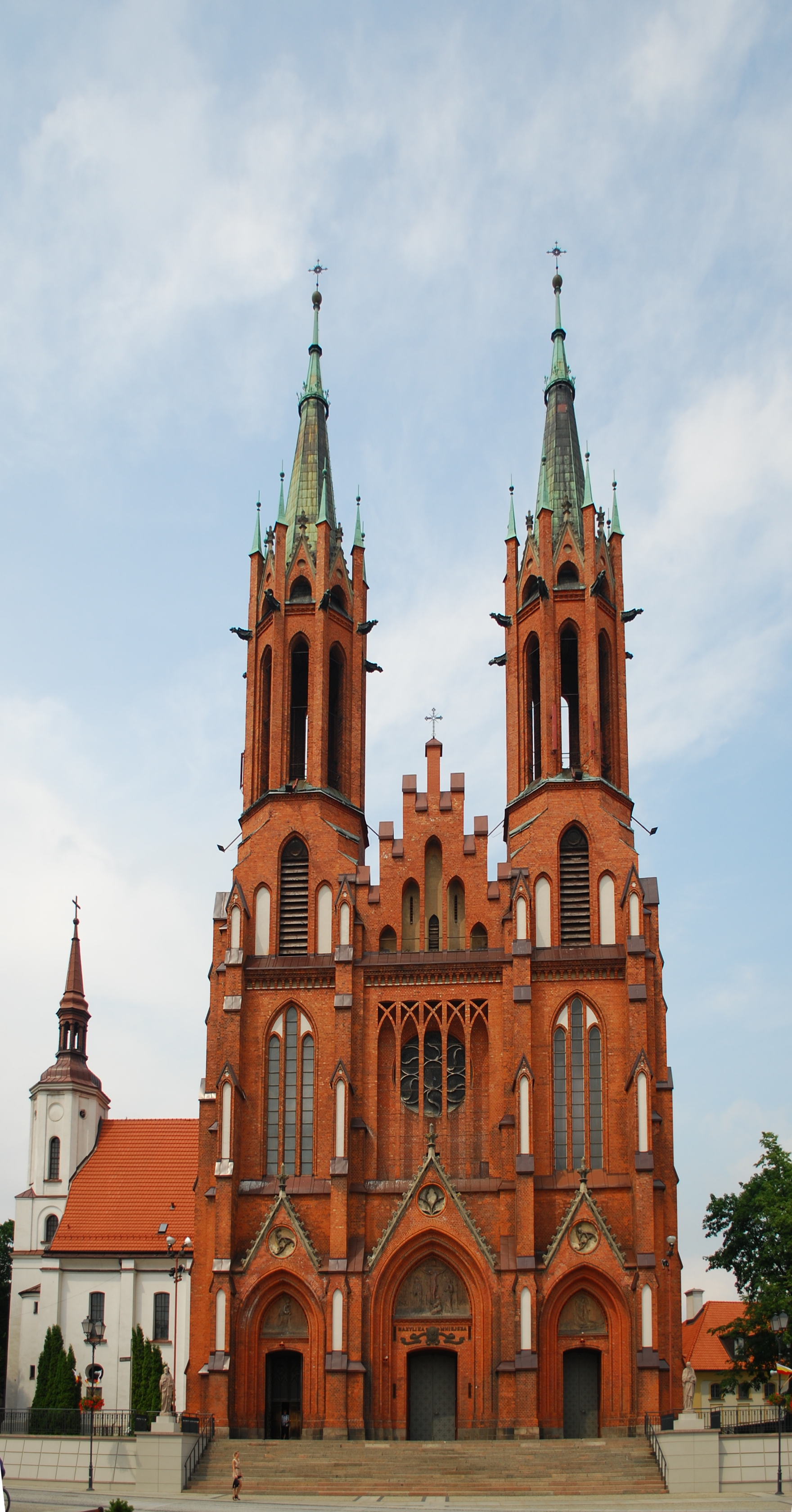
Białystoki katedrális

A 18. század második felében Jan Klemens Branicki hetman, fővezér lett a Białystok környékének hűbérura. Ő volt az aki a már korábban létező lakot egy hatalmas főúr fenséges rezidenciájává alakította. Több művész és tudós jött Białystokba hogy éljen Branicki támogatásával. 1749-ben Białystok városi jogokat kapott.
Lengyelország harmadik felosztása után 1795-ben először a Porosz Királysághoz tartozott, majd a tilsiti béke után, amelyet 1807-ben írtak alá, az Orosz Birodalomhoz került. A 19. század folyamán a város a textilipar központjává fejlődött. A gazdasági fellendülés következtében a népesség az 1857-i 13 787-ről 1889-ben 56 629-re és 1901-ben 65 781-re nőtt. Ebben az időben a lakosság nagy része zsidó és lengyel volt.
Az első világháború kitörése után 1915. április 20-án pusztító bombázásnak lett a város kitéve. 1915. augusztus 13-án német katonák jelentek meg Białystokban. A város az Ober Ost megszállási övezetbe tartozott, majd 1918 júliusától Litvánia része lett, Dél-Litvánia fővárosa. 1919. február 19-étől visszatért Lengyelországba. 1920-ban, amikor a lengyel–szovjet háborúban a szovjet erők lerohanták, a Julian Marchlewski vezette Lengyelország Ideiglenes Forradalmi Bizottsága parancsnoksága volt itt, mely kísérletet tett a Lengyel Szovjet Szocialista Köztársaság kikiáltására.

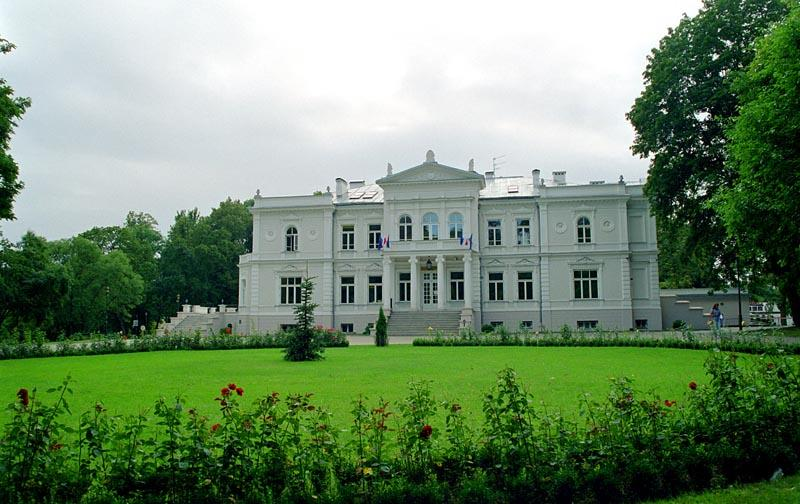
Dojlidy kastély Białystokban (Államigazgatási főiskola)

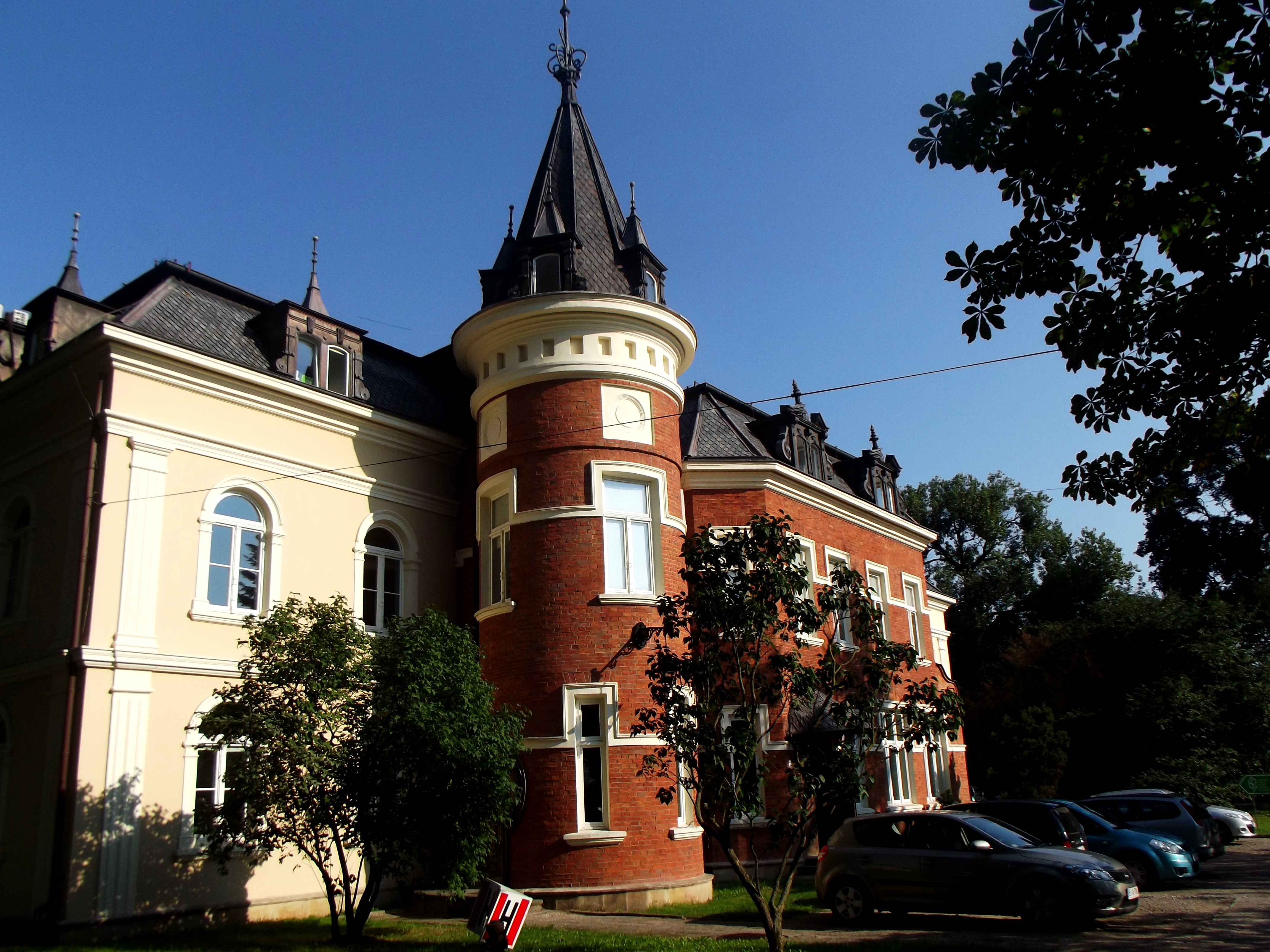
Hasbach kastély Białystokban

1920–1939 között a város ismét a független Lengyelország része volt. 1939. szeptemberben a német hadsereg megszállta Białystokot, de azután átengedte a Szovjetuniónak a titkos Molotov-Ribbentrop-egyezmény értelmében, ekkor a Belorusz Szovjet Szocialista Köztársaság kebelezte be. 1941. június 27-én ismét német kézre került, amikor megindult az invázió a Szovjetunió ellen.
Az első időktől kezdve a németek könyörtelen fosztogatást és a nemnémet lakosság kiirtására irányuló politikát folytattak. A mintegy 50-60 ezer fős zsidó lakosságot a białystoki gettóba zárták, és 1941 augusztusában kiirtották. 1941. július 24-én a német csapatok több mint 3000 zsidót bezártak a zsinagógába (ez volt Kelet-Európa legnagyobb fából épült zsinagógája) és rájuk gyújtották.
Számos antifasiszta csoport alakult Białystokban a megszállás első heteiben. A következő években ezek jól szervezett ellenállási mozgalommá fejlődtek. A megszállás utolsó évében földalatti felsőfokú kereskedelmi iskola alakult. Az iskola tanulói is részt vettek az ellenállásban. Ennek eredményeképp, sokakat bebörtönöztek, másokat megöltek vagy koncentrációs táborba hurcoltak.

## Oktatás
- Bialystoki Egyetem (Uniwersytet w Białymstoku)
- Bialystoki Műszaki Egyetem (Politechnika Białystocka)
- Bialystoki Orvosi Egyetem (Akademia Medyczna w Białymstoku)
- Államigazgatási főiskola (Wyższa Szkoła Administracji Publicznej)
- Kozmetológiai Intézet (Wyższa Szkoła Kosmetologii w Białymstoku)
- Közgazdasági akadémia (Wyższa Szkoła Ekonomiczna w Białymstoku)
- Pénzügyi és igazgatási főiskola (Wyższa Szkoła Finansów i Zarządzania w Białymstoku)
- Bialystoki zeneakadémia (Akademia Muzyczna w Białymstoku) http://chopin.man.bialystok.pl
- Szinházművészeti akadémia https://web.archive.org/web/20080713140243/http://puppet.man.bialystok.pl/
- Érseki felsőfokú szeminárium (Archidiecezjalne wyższe Seminarium Duchowne) http://www.awsd.bialystok.pl
- Politikatudományi Intézet (Instytut Nauk Politycznych) (Filia w Białymstoku) https://web.archive.org/web/20090629065619/http://www.wsd.com.pl/moduly/artykuly/index.php
- Matematikai és Informatikai főiskola (Wyższa Szkoła Matematyki i Informatyki Użytkowej) https://web.archive.org/web/20060113120858/http://wsmiiu.edu.pl/
- Nauczycielskie Kolegium Rewalidacji i Resocjalizacji https://web.archive.org/web/20181201213847/http://www.nkrr.bialystok.pl/
- Niepaństwowa Wyższa Szkoła Pedagogiczna http://www.nwsp.bialystok.pl
- Wyższa Szkoła Gospodarowania Nieruchomościami (Filia w Białymstoku) https://web.archive.org/web/20180901011219/http://www.wsgn.pl/
- Papieski Wydział Teologiczny (Studium Teologii) http://www.pwstbialystok.prv.pl
- Wyższa Szkoła Menedżerska http://www.wsm.pl
- Niepubliczne Nauczycielskie Kolegium Języków Obcych
- Nauczycielskie Kolegium Języków Obcych "Inter – Lingua" http://www.nkjo.bialystok.pl Archiválva 2006. február 9-i dátummal a Wayback Machine-ben

## Városrészek
Centrum, Bialostoczek, Sienkiewicza, Bojary, Piaski, Przydworcowe, Mlodych, Antoniuk, Jaroszówka, Wygoda, Piasta I, Piasta II, Skorupy, Mickiewicza, Dojlidy, Bema, Kawaleryjskie, Nowe Miasto, Zielone Wzgórza, Starosielce, Sloneczny Stok, Lesna Dolina, Wysoki Stoczek, Dziesieciny I, Dziesieciny II, Bacieczki, Zawady

## Kisebbségi nemzetiségek
- Kb. 7,5 ezer belarusz nemzetiségű lakosa van Białystoknak, ez a város népességének 2,5%-a.
- Orosz nemzetiségű kb. 10-15 ezer fő.
- A tatárok mintegy 1800-an vannak
- Kisebb részben élnek romák és ukránok is a városban

## Híres emberek
- Tomasz Frankowski, labdarúgó
- Hermann Friedmann, filozófus

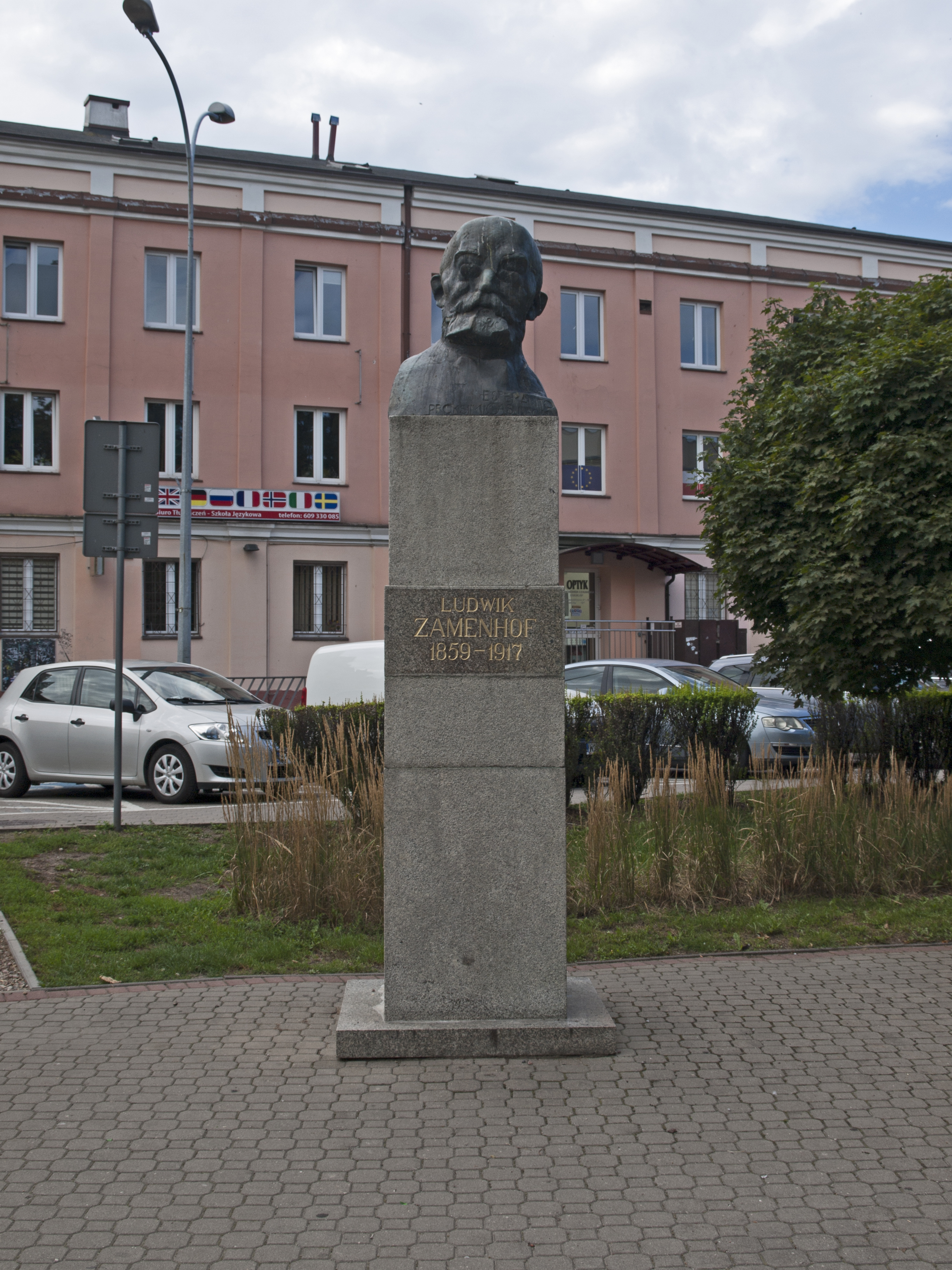
L. L. Zamenhof szobra

- Ryszard Kaczorowski, a lengyel emigráns kormány utolsó elnöke.
- Boris Kaufman – Francia operatőr
- Dziga Vertov (Kaufman) – Szovjet dokumentumfilm-rendező
- Makszim Litvinov (Wallach-Finkelstein).
- Albert Bruce Sabin – Gyermekbénulás-vakcina feltalálója.
- Grzegorz Sandomierski, labdarúgó
- Izabella Scorupco (Skorupko) – Színésznő.
- Lazar Markovics Zamenhof, az eszperantó nyelv megalkotója, eszperantó nevén Lazaro Ludoviko Zamenhof.

## Testvérvárosai
- Częstochowa, Lengyelország
- Miskolc, Magyarország
- Dijon, Franciaország
- Eindhoven, Hollandia
- Hrodna, Fehéroroszország
- Jelgava, Lettország
- Kalinyingrád, Oroszország
- Kaunas, Litvánia
- Milwaukee, USA

## Sport
- Labdarúgás:

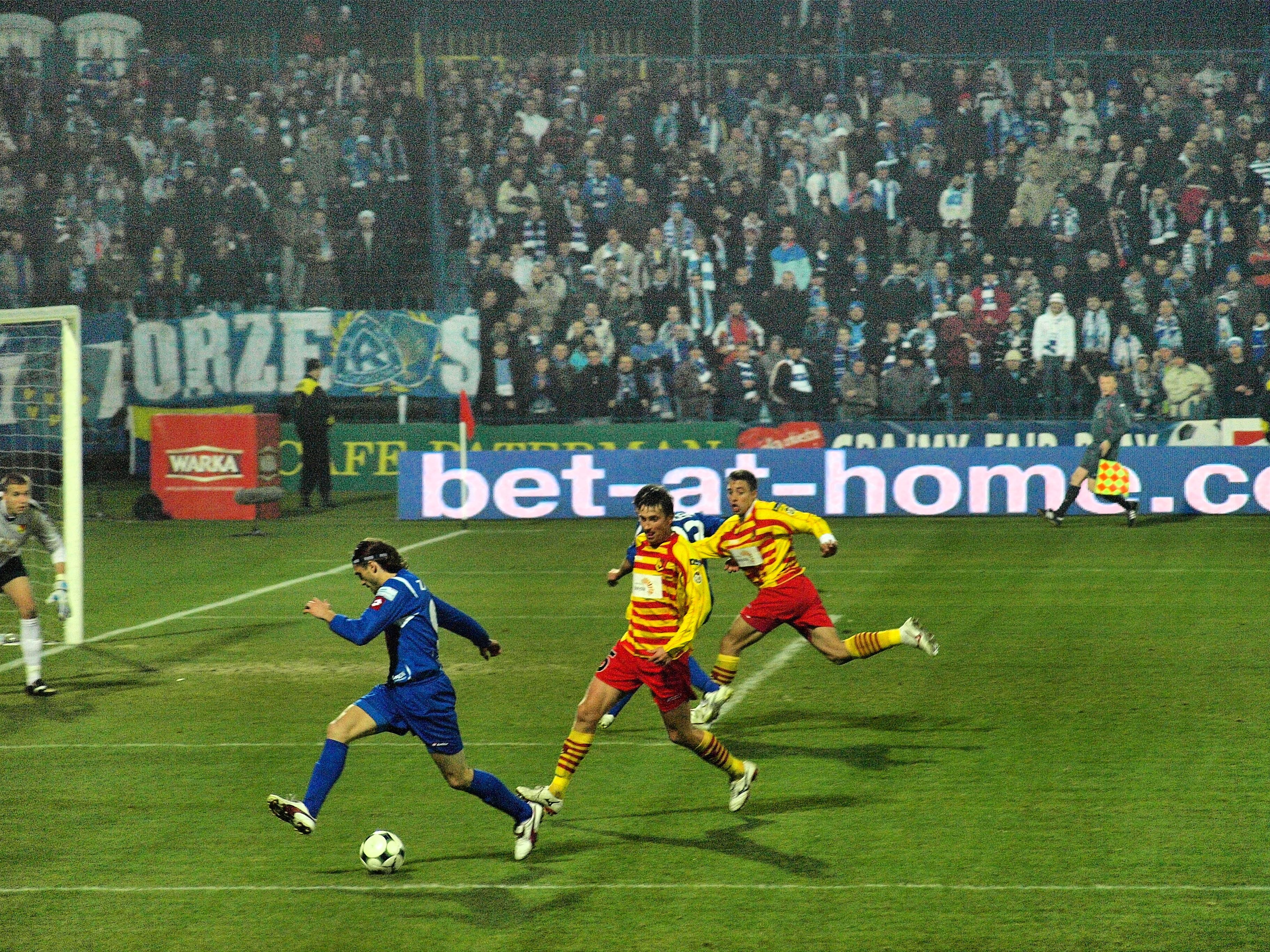
Jagiellonia Białystok v KS Ruch Chorzów (2009. november 9.)

- SSA Jagiellonia Białystok Jagiellonia Białystok
- Hetman Białystok
- Dzsúdó:
- Hetman Białystok
- Boksz:
- Hetman Białystok
- Bridzs:
- Hetman Białystok